# Palazzo Vescovile (Imola)

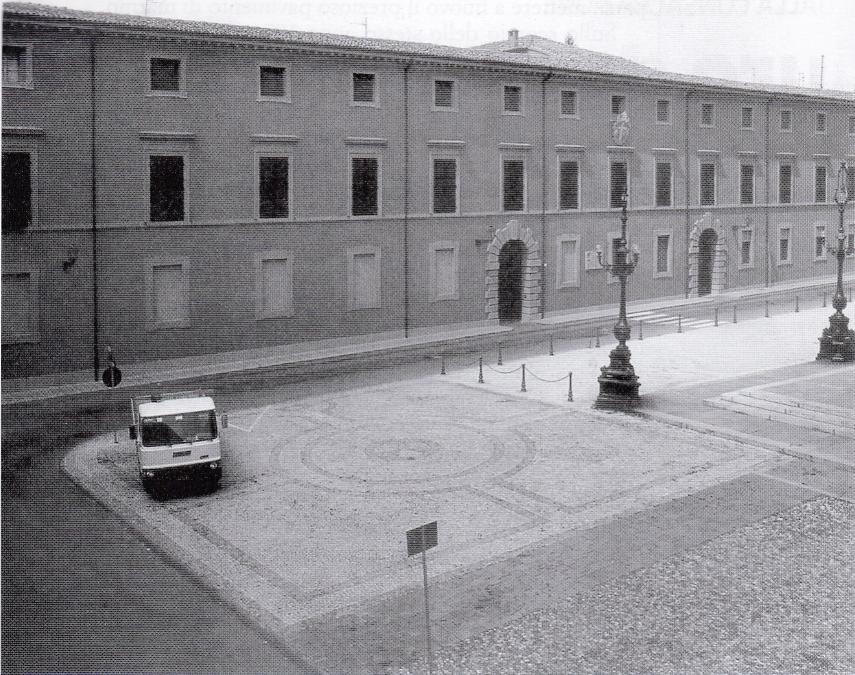
Die Fassade des Bischofspalastes von Imola, umgebaut anlässlich des Besuches von Papst Johannes Paul II. 1986

Der Palazzo Vescovile di Imola ist ein historischer Palast in Imola in der italienischen Region Emilia-Romagna. Der Bischofspalast ist Sitz der Kurie und steht vor der Kathedrale San Cassiano. Die beiden Gebäude entstanden Ende des 12. Jahrhunderts.

## Architektonische Entwicklung
Der heutige bischöfliche Komplex bildet eine „Centuria“, also einen perfekt rechteckigen Teil der Stadt. 1187 erhielt die Diözese das Gelände von den Konsuln der Stadt. Der Bau begann an der Südwestseite. Die Gebäude entstanden um einen Garten und zwei Innenhöfe herum, den Cortile Principale (dt.: Haupthof) und den Cortile delle Scuderie (dt.: Stallhof).
In den ersten Jahrhunderten war die bebaute Fläche kleiner als die Gartenfläche; der damalige Palast war etwa halb so groß wie der heutige. Das Gebäude wurde im 15. Jahrhundert und nochmals im 16. Jahrhundert erweitert und erreichte so seine heutige Ausdehnung.
Der Palast hat einen rechteckigen Grundriss. Unter ihm befinden sich unterirdische Gänge, die heute noch vollständig erhalten sind und drei Arme bilden. Dort befinden sich die ehemaligen Gefängnisse und die Keller. Heute entsprechen diese Teile nicht mehr dem Original. Der erste Umbau wurde um 1450 auf Geheiß von Bischof Gaspare Sighigelli (Amtszeit: 1450–1457) durchgeführt. Zu Beginn des 16. Jahrhunderts wurde nochmals erweitert. In der zweiten Hälfte des 17. Jahrhunderts ließen dort die Kardinal-Bischöfe Donghi (Amtszeit: 1655–1663) und Dal Verme (Amtszeit: 1696–1702) die Nordostseite anbauen (heute „Appartamento Pio IX“ genannt).
Die heutigen architektonischen Formen und Charakteristiken stammen aus der zweiten Hälfte des 18. Jahrhunderts, als der Bischof Bandi (Amtszeit: 1752–1784) eine vollkommene Neugestaltung der Fassaden anordnete. Mit der Projektierung der Arbeiten wurde der Architekt Cosimo Morelli aus Imola beauftragt. Die Eingriffe betrafen das Atrium, den Ehrensalon und die Zugangstreppe zum Hauptgeschoss des Gebäudes. Die Arbeiten wurden 1766 durchgeführt. Die imposante Monumentaltreppe, die mit breiten Fenstern, Lisenen und dorischen Kapitellen versehen ist, wurde auf der rechten Seite des Innenhofes eingebaut.

## Beschreibung
Die heutige Raumaufteilung des Palastes stammt von 1845 in der Amtszeit des Bischofs Giovanni Maria Mastai Ferretti, der die Diözese Imola von 1832 bis 1846 führte, bevor er unter dem Namen Pius IX. zum Papst gewählt wurde. In dieser Zeit wurde die 73 Meter lange Fassade fertiggestellt, die die heterogene Konstruktion des Gebäudes verbindet. Seitdem wurde das Aussehen des Gebäudes nicht mehr verändert. Die lange Fassade trägt eine Reihe von Fenstern und hat zwei große Eingangstore. Das Haupttor führt zum großen Innenhof. Das Herzstück des gesamten Komplexes ist die Renaissancetreppe, die – angefangen vom Keller – alle Stockwerke des Palastes miteinander verbindet.
Der Bischofspalast ist um zwei Innenhöfe und einen Garten herum angeordnet.

### Räume um den Haupthof herum
Der Haupthof mit dreifacher Vorhalle bildet das strenge Ambiente des ersten Gebäudes. Die „Morellitreppe“ führt zum Hauptgeschoss. Ein guter Teil davon enthält heute das Diözesanmuseum. Das Museum entstand Anfang der 1960er-Jahre aus dem „Appartemento Verde“ (dt.: grüner Wohnbereich). Dieser bestand aus sechs Räumen und war der Wohnbereich der Päpste Pius VII. und Pius IX. (beide vor ihrer Papstwahl Bischöfe von Imola). Die Dekorationen und die Möbel der damaligen Zeit sind erhalten geblieben. Die Fresken sind Werke von Angelo Gottarelli.
Im Gebäudeteil gegenüber dem Diözesanmuseum beherbergen den bischöflichen Wohnbereich. Auf demselben Stockwerk liegt die Kapelle des Palastes. Daran anschließend finden sich zwei Räume: Das Arbeitszimmer des Bischofs und das Sekretariat, getrennt durch einen Vorraum. Neben dem Arbeitszimmer des Bischofs liegt der Versammlungssaal. Im Hauptgeschoss war das Sprechzimmer des Diözesanarchivs eingerichtet. Das Diözesanmuseum und das Sprechzimmer sind die einzigen Räume des Palastes, die öffentlich zugänglich sind.
Auf der linken Seite des Haupthofes gibt es Kolonnaden, die auf die Südseite führen. In diesem Teil des Gebäudes liegen die Büros des Bischofsvikars und eine Reihe von regulären Sälen, die auch zur Via Garibaldi hinaus zeigen.

### Räume um den Stallhof herum
An diesem Hof liegen folgende Räumlichkeiten:
- die Büros des Diözesaninstituts zur Unterstützung des Klerus
- die Räume des Diözesanarchivs

Der Privatgarten ist nicht für die Öffentlichkeit zugänglich.
In den Jahren 2010–2013 wurden das Pflaster des Stallhofes und das Lapidarium innerhalb der umlaufenden Loggia restauriert. Dieser architektonische Eingriff bot Gelegenheit, einen Aufzug zu installieren, der zum Diözesanmuseum und zum Bischofssitz (beide im ersten Obergeschoss) führt.